# Саитама
Саитама (јап. さいたま市) град је у Јапану у префектури Саитама. Према попису становништва из 2005. у граду је живело 1.176.269 становника.

## Становништво
Према подацима са пописа, у граду је 2005. године живело 1.176.269 становника.
| 1995.     | 2000.     | 2005.     |
| --------- | --------- | --------- |
| 1.078.545 | 1.133.300 | 1.176.269 |

## Одељења
Саитама има десет одељења (ku), којима су додељене званичне боје у априлу 2005-те:
| ■1 - Чуо-ку      | 中央区 | (Розе црвена)   |
| ■2 - Иватсуки-ку | 岩槻区 | (Окер)          |
| ■3 - Кита-ку     | 北区   | (Тамнозелена)   |
| ■4 - Мидори-ку   | 緑区   | (Зелена)        |
| ■5 - Минами-ку   | 南区   | (Лимун жута)    |
| ■6 - Минума-ку   | 見沼区 | (Небеско плава) |
| ■7 - Ниши-ку     | 西区   | (Плава)         |
| ■8 - Омија-ку    | 大宮区 | (Наранџаста)    |
| ■9 - Сакура-ку   | 桜区   | (Боја трешње)   |
| ■10 - Урава-ку   | 浦和区 | (Црвена)        |

## Спорт
Саитама има фудбалске клубове Урава ред дајмондс и Омија ардиџа.

## Побратимљени градови
Саитама има шест градова побратима.
- Толука, Мексико (1979)
- Џенгџоу, Кина (1981)
- Хамилтон, Нови Зеланд (1984)
- Ричмонд, Вирџинија, САД (1994)
- Нанајмо, Британска Колумбија, Канада (1996)
- Питсбург, Пенсилванија, САД (1998)